# Benny Schnier
Hans-Jürgen Schnier (Rahden, Westfalen, 28 april 1957) is een Duitse Schlagerzanger, componist, acteur en een moderator voor radio- en televisieprogramma's. Onder de artiestennaam "Benny" had hij twee top 20 hits in Duitsland.

## Zangcarrière

### Lancering door de Duitse producer Frank Farian
Schnier won in 1974 op 16 jarige leeftijd een talentenjacht. Hij kwam onder de aandacht bij de Duitse muziekproducent Frank Farian die zichzelf eind jaren zestig had gelanceerd als schlagerzanger. Met de Oostenrijkse zangeres Gilla boekte Farian in 1974 zijn eerste commerciële successen. Hij besloot om ook Schnier onder zijn hoede te nemen.
Onder leiding van Farian had Schnier drie hits in Duitsland. In 1974 met de single Du bist 16 (no.43, 1 week in de Duitse hitlijst). In 1976 had Schnier met Amigo Charly Brown zijn tweede door Farian geproduceerde hit. Het bereikte no.14 en stond 17 weken in die lijst. De derde door Farian geproduceerde succesvolle single was Skateboard (UH ah ah) dat 10 weken in de lijst stond met als hoogste positie no.40. 
Schniers eerste album kwam uit in april 1976. Van het nummer Rocky waar Farian zelf een hit mee had kwam op het debuutalbum een "Schnier" uitvoering voorzien van een ander arrangement en geluid. Ook de niet hits op het album werden veelal bekende nummers in het schlager-circuit. 
Schnier bracht zijn songs ten hore in onder andere het door Dieter Thomas Heck gepresenteerde  Schlager-programma  ZDF-Hitparade en in de muziekshow  Disco  dat gepresenteerd werd door Ilja Richter.
In de lijst van het schlagerprogramma ZDF-Hitparade  kwam Schniers hit Amigo Charly Brown op de no.1 positie en werd een oldie. Schnier bracht ook jaren later het nummer nog voor tv. Bijvoorbeeld voor MDR.
In Nederland stond Skateboard (UH ah ha) in de versie uitgebracht onder Benny and Copains 6 weken in de Tipparade met no.8 als hoogste notering.

### Producer Thomas Meisel en de hit Bin wieder frei
In 1978 had Schnier met Bin wieder frei zijn laatste hit. Het was een bewerkte Duitse vertaling van de hit Ça plane pour moi van de Belg Plastic Bertrand. Het was geproduceerd door Thomas Meisel die medeoprichter was van het platenlabel Hansa. Het bereikte no.18 en stond 19 weken in de lijst.

### Vervolg singles
Tot 1985 kwam er in elk jaar nog steeds nieuw materiaal op de markt maar zonder behaling van hitnoteringen. Ook singles uitgebracht in 1986 en de jaren 2004 tot en met 2006 werden geen hits. Schnier deed van het latere werk ook zelf (mede) de productie en compositie.

## Moderator-carrière

### Werkzaamheden voor Televisie
- ZDF (Zweites Deutsches Fernsehen)
  - "Ferienprogramm" (tijdens vakantietijd van de jeugd)[1][12]
  - Maultrommel van 1979 tot 1988
  - PFIFF-Jugendsportstudio (sportprogramma voor de jeugd)
- BR (Bayerischer Rundfunk), behorend tot ARD
  - Live aus dem Schlachthof
- C.A.M.P. TV
  - 9live
- Gute Laune TV [13][14]
- Arena TV, vanaf 2006
- allgäu.tv, muziekredacteur en nieuwsmoderator (2019 - 2022)

### Werkzaamheden voor Radio
- BR
  - Pop nach 8 (vanaf 1981) wat eerder door Thomas Gottschalk gedaan werd
- Radio M1
- Radio C
- Radio Xanadu
- 95.5 Charivari
- RSA Radio, muziekredacteur en nieuwsmoderator (2019 - 2022)
- Radio Schlagerparadies, Dab+ zender, (2022 - 2023)
- Schwarzwaldradio (vanaf februari 2023)

## Privé
Schnier was ooit getrouwd en heeft uit dit huwelijk een dochter (Marie-Christin), die hij grotendeels alleen opvoedde. De moeder overleed in 2017. 
Hij woont nu in de Allgäu.

## Discografie

### Singles
- 1974: Du bist 16
- 1974: Zwei wie wir (Originaltitel: Singing the blues)
- 1975: Heiße Räder lassen grüßen (Originaltitel: Reach Out I’ll Be There)
- 1976: Amigo Charly Brown
- 1976: Was geht da vor hinter Billys Scheunentor
- 1977: Skateboard (UH ah ah)
- 1977: Oh Mary Mary
- 1978: Bin Wieder Frei
- 1978: Zufrieden mit mir
- 1978: Du hast Angst vor der Wahrheit (Originaltitel: If the Kids Are United)
- 1979: Raus aus den Klamotten (Originaltitel: Crawling From The Wreckage)
- 1979: Wenn Deine Süße einmal sauer ist (Originaltitel: Lay your love on me)
- 1980: Montag ist Schontag (Originaltitel: Take Me Don’t Break Me)
- 1980: Ich bin dran, Mann
- 1981: Du bist so cool, das haut mich vom Stuhl (Something Bout You Baby I Like) / Ich bleib am Bali
- 1982: Oh Julie (Originaltitel: Oh Julie)
- 1983: Sturm
- 1984: Das Fernsehschlümpfelied (mit den Schlümpfen, Titellied der gleichnamigen Zeichentrickserie)
- 1989: Hand in Hand
- 2004: Wenn das Liebe ist
- 2005: Der gold’ne Stern von Bethlehem
- 2006: Die Hits von gestern und auch heut

### Albums
- 1976: Amigo Charly Brown [4]
- 1994: Amigo Charly Brown
- 2011: Benny – Bin wieder frei – Die großen Partyhits – 25 Digital remasterte Originalaufnahmen 1971–1994 [11]

## Filmografie
- 1978: Popcorn und Himbeereis
- 1995: Tatort – Die Kampagne
- 1996: Die Aktion, regie: Thomas Bohn
- 1999: Kein Mann für eine Nacht, regie Thomas Bohn
- 1999: Stahlnetz: Die Zeugin, regie: Thomas Bohn
- 1999: Straight Shooter, regie: Thomas Bohn
- 2000: SOKO 5113: Menschenkenntnis, regie: Zbynek Cerven
- 2001: Tatort – Der Präsident
- 2004: Tatort – Todes-Bande